# نمل الثور أحمر داكن
نمل الثور أحمر داكن (الاسم العلمي:Myrmecia ferruginea) هو نوع من النمل يتبع جنس نمل الثور من أسرة نملاوات الثور.